# Iwan Sidorenko
Iwan Michajłowicz Sidorenko (ros. Ива́н Миха́йлович Сидоре́нко; ur. 12 września 1919 roku we wsi Czancowo w guberni smoleńskiej, zm. 19 lutego 1994 w Kizlarze) – radziecki snajper z czasów II wojny światowej.

## Życiorys
Urodził się w rodzinie chłopskiej. Ukończył dziesięć klas szkoły podstawowej, następnie studiował w Penzie. W 1939 roku został wcielony do Armii Czerwonej. Absolwent Szkoły Piechoty w Symferopolu na Krymie w 1941.
Podczas II wojny światowej brał udział w bitwie pod Moskwą w stopniu porucznika, dowodząc kompanią moździerzy. Wtedy zaczął się uczyć na strzelca wyborowego. Do końca wojny uzyskał ponad 500 zaliczonych trafień. Prawdopodobnie do liczby zabitych wrogów przypisano mu również żołnierzy niemieckich których zastrzelił z pistoletu maszynowego.
Wytrenował ponad 250 nowych snajperów. Był kilka razy ranny, najpoważniej w Estonii w 1944 roku (jako pomocnik szefa sztabu 1122 pułku piechoty 334 Dywizji Piechoty 4 Armii Uderzeniowej 1 Frontu Nadbałtyckiego w stopniu kapitana), pozostał w szpitalu aż do końca wojny. W czasie rekonwalescencji został uhonorowany tytułem Bohatera Związku Radzieckiego i Orderem Lenina (4 czerwca 1944).
Po wojnie Sidorenko odszedł ze służby wojskowej i osiadł w obwodzie czelabińskim, gdzie pracował jako brygadzista w kopalni węgla kamiennego. W 1974 roku przeniósł się do Republiki Dagestanu na Kaukazie.
Poza Złotą Gwiazdą Bohatera Związku Radzieckiego i Orderem Lenina otrzymał także Order Wojny Ojczyźnianej I klasy, Order Czerwonej Gwiazdy i medale.